# Fiódor Matisen
Fiódor Andréievich Matisen (del ruso: Фёдор Андреевич Матисен) (San Petersburgo, 1 de junio de 1872-Irkutsk, 19 de diciembre de 1921) fue un teniente de la Marina imperial de Rusia, hidrógrafo y explorador polar ruso, recordado por haber participado en la conocida como Expedición polar rusa (1900-1902) patrocinada por la Academia Rusa de las Ciencias, en la que descubrió muchas de las islas del archipiélago de Nordenskiöld.

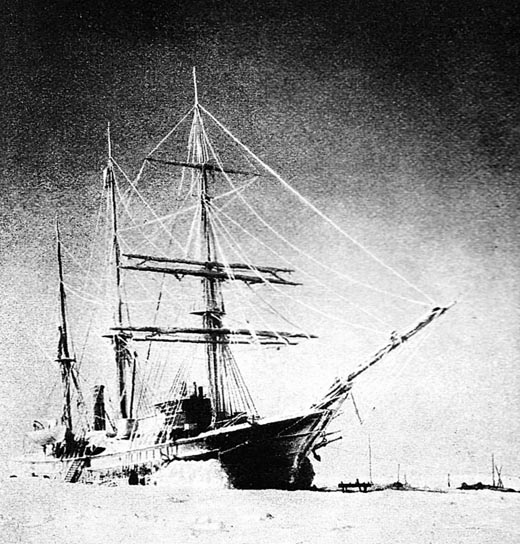
El barco polar ruso Zaryá en 1910

## La expedición polar rusa (1900-1902)
El barón Eduard Toll, un experimentado explorador polar, fue elegido para dirigir una nueva expedición de la Academia de Ciencias de San Petersburgo a las islas de Nueva Siberia, la que será conocida como Expedición Polar rusa, con  el buque  Zaryá (en ruso: Заря, lit. 'Amanecer'). El principal objetivo de la expedición era encontrar la legendaria Tierra de Sánnikov, una tierra que Yákov Sánnikov pretendió haber visto durante su expedición cartográfica de 1809-1810 a esas islas de Nueva Siberia. La expedición comenzó con el teniente Nikolái Koloméitsev como comandante de la nave, Matisen como oficial mayor y segundo al mando y  Aleksandr Kolchak como tercer oficial naval e hidrógrafo. Todos estos oficiales tenían origen militar. Toll y Matisen ya habían viajado juntos en 1899 en el viaje inaugural del rompehielos Yermak, al mando de Stepán Makárov, a las costas de la isla Spitsbergen, en el archipiélago de las Svalbard.
Durante la primera invernada del Zaryá cerca de la isla Taymyr, los desacuerdos entre Toll y Koloméitsev se volvieron insalvables. Finalmente Toll decidió enviar a Koloméitsev lejos en un largo viaje por tierra en trineo con la misión de organizar los depósitos de carbón de la nave. Cuando el antiguo capitán se fue, Toll nombró a Matisen comandante del Zaryá.
En marzo, mientras el Zaryá seguía atrapado aún en el hielo del mar de Kara, Matisen atravesando el mar congelado en trineos tirados por perros, exploró el archipiélago de Nordenskiöld hasta la isla Russky. Desde allí volvió al suroeste, luego hacia el sur a través de otra región del gran archipiélago. En ese viaje Matisen solo pudo estudiar algunas partes de las costas de muchas de las islas Nordenskiöld, pero en un viaje posterior, en abril, fue capaz de hacer correcciones a ese primer reconocimiento, determinando con precisión las coordenadas de al menos una isla en cada uno de los grupos en los que dividió el archipiélago. En total Matisen descubrió y nombró alrededor de 40 nuevas islas del citado archipiélago, además de agruparlas en cuatro grupos: islas Vilkitsky, islas de Pájtusov, islas Tsivolko e islas de Litke.
Después del deshielo, Matisen llevó el Zaryá a través del mar de Láptev hasta las islas de Nueva Siberia. El objetivo de la expedición de Toll era explorar bien la zona al norte de las islas de Nueva Siberia y finalmente navegar en dirección Norte con el fin de encontrar la elusiva Tierra de Sánnikov. Sin embargo, el Zaryá quedó atrapado de nuevo en el hielo fijo y era poco probable que se liberara ese invierno. Dejando la nave, Eduard Toll y tres acompañantes fueron en busca de la Tierra de Sánnikov en trineos y en kayaks, en dirección a la isla de Bennett. El Zaryá solo consiguió navegar el 11 de agosto de 1902 e intentó llegar a la isla de Bennett a evacuar la partida a pie, pero no pudo acercarse a la isla a causa de las difíciles condiciones del hielo. Finalmente el capitán Matisen abandonó el intento y navegó hacia el delta del río Lena. Al parecer, en noviembre de 1902 Toll tomó la decisión de ir hacia el sur hasta el continente, en los kayak, sobre un témpano de hielo suelto, pero no se encontró nunca más ningún rastro de los cuatro hombres.
El comandante Matisen llevó el Zaryá hasta la bahía de Tiksi («Bujta Tiksi»), cerca del delta del Lena, donde lo amarró cerca de la isla Brúsneva. El amarre resultó definitivo ya que no hubo posibilidad de reparar el casco del barco que tenía muchas fugas. El 6 de agosto de 1903, después de reenviar todo el equipo científico a San Petersburgo, el buque fue desaparejado y se permitió que el casco se llenase de agua. Matisen arrió por última vez la bandera del Club Náutico de Nevá y dejó el Zaryá. Matisen regresó a Yakutsk a bordo del buque Lena con el capitán Yershevski. Al parecer el Zaryá  se encuentra todavía donde quedó embarrancado.
A pesar de esta tragedia, la expedición no fue un fracaso. Se llevaron a cabo muchas investigaciones hidrográficas, geográficas, geológicas y oceanográficas importantes, por lo que el estudio de datos continuó hasta 1917 y permaneció inconcluso. Además, la expedición trazó casi 200 nuevos nombres geográficos en el mapa de la región del Ártico.
Después de esta expedición Matisen dirigió en 1910-1915, otra gran expedición hidrográfica en el Ártico y en 1920-19
21, la primera expedición soviética a los estuarios del Lena y del río Olenyok. Reconoció en detalle la bahía de Tiksi demostrando su idoneidad para la construcción de un puerto.

## Reconocimientos

Matisen fue el primero en hacer un estudio a fondo del archipiélago de Nordenskiöld. En el mapa se ve la localización del estrecho de Matisen.

En su memoria se han bautizado algunos accidentes geográficos en el Ártico:
- el estrecho de Matisen, uno de los dos principales canales que separa las islas Vilkitsky y las islas Pajtusov, dos de los grupos del archipiélago de Nordenskiöld, de la isla Taymir (el otro es el estrecho de Lenin);[4]
- el cabo en la isla Herradura (остров Подкова) del archipiélago de Nordenskiöld;
- la cordillera Matisen, una cadena montañosa en la parte oriental de la isla de Spitsbergen, en el archipiélago de Svalbard.

En 1976, el gobierno de la URSS bautizó como Fiódor Matisen un barco de reconocimiento costero de la clase "Dmitri Ovtsýn".